# Sunbeam Theatre

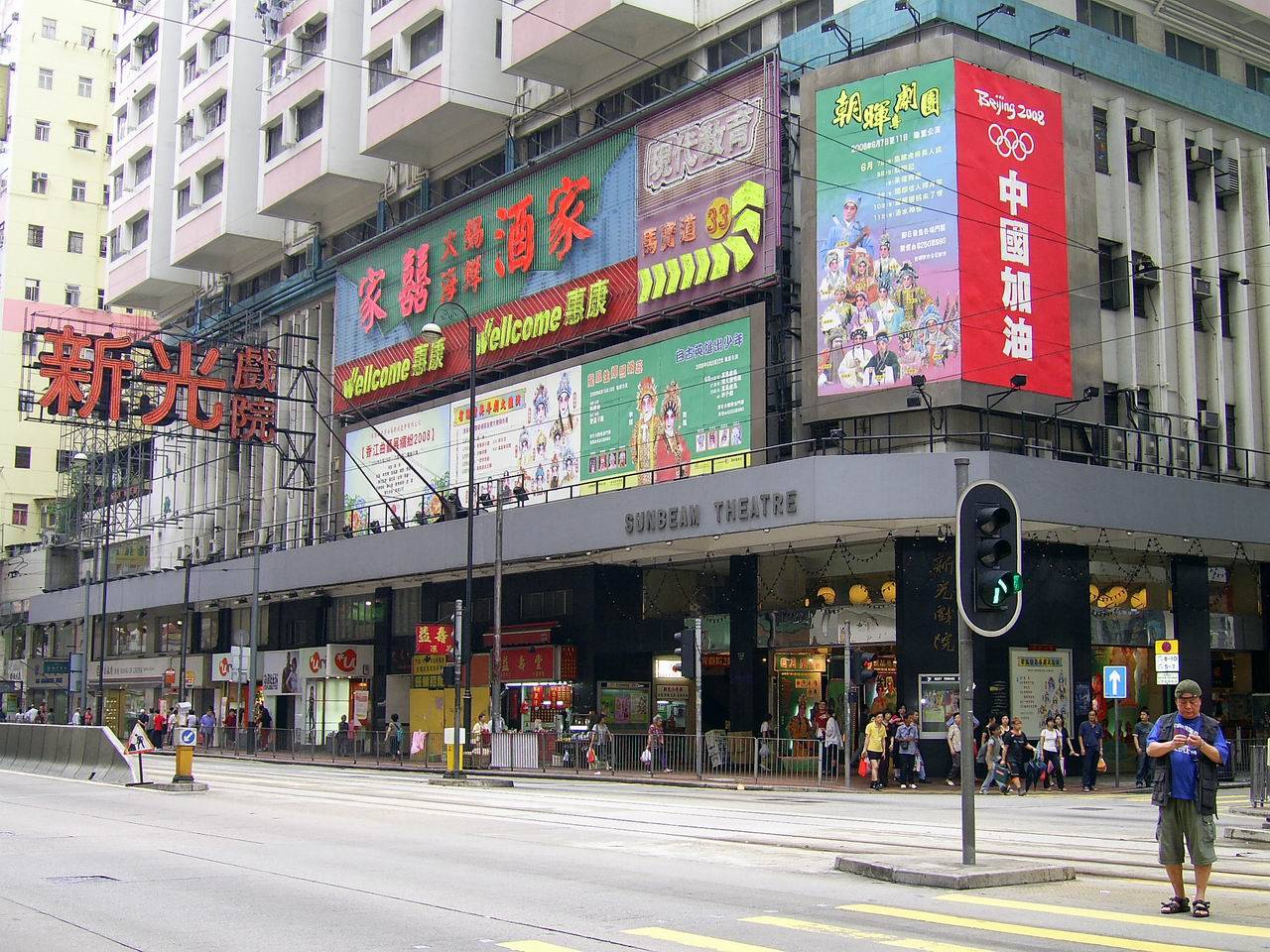
Sunbeam Theatre gezien vanuit King's Road

Sunbeam Theatre is een theatergebouw in Hongkong dat als enige van Hongkong alleen Kantonese operavoorstellingen geeft. Het ligt aan de King's Road (Hongkong) numero 423, North Point.

## Geschiedenis
In de jaren vijftig migreerden vele Shanghainezen vanuit Shanghai naar Hongkong. Shanghai stond bekend als stad van revolutionaire linkse bewoners. De nieuw aangekomen bewoners vestigden zich in North Point. Deze buurt werd een linkse buurt door de nieuwe bewoners. Daar begonnen ze met het openen van vele winkels die alleen producten uit het Chinese vasteland verkochten. Ook het theater werd door de Shanghainezen gebouwd.
Hongkong telde vroeger vele theaters waar alleen Kantonese opera werd gespeeld. Door veroudering van gebouwen, kostenvermeerdering (huur, etc.) en de daling van populariteit onder de jongeren is er nu nog maar één theater voor Kantonese opera over.